# فوج الشرطة الثالث عشر
الفوج الثالث عشر لشرطة الأمن الخاصة ( (بالألمانية: SS-Polizei-Regiment 13)‏ في البداية تم تسمية فوج الشرطة الثالث عشر ( Polizei-فوج 13 ) عندما تم تشكيله في عام 1942 من خلال إعادة تشكيل فوج الشرطة المركزي ( Polizei-Regiment Mitte ) للقيام بالمهام الأمنية على الجبهة الشرقية. تم إعادة تشكيلها لتصبح وحدة شوتزشتافل في أوائل عام 1943.

## تشكيل وتنظيم
تم تشكيل الفوج في يوليو 1942 في غرب روسيا من فوج الشرطة المركزي.  تم إعادة نشكيل جميع أفواج الشرطة كوحدات شرطة لقوات الأمن الخاصة في 24 فبراير 1943.  تم تعزيز الفوج ببطارية مدفعية في 1943-1944.

## الأنشطة
شارك فوج الشرطة الثالث عشر من قوات الأمن الخاصة في عملية Zauberflöte في أبريل 1943 في مينسك في روسيا البيضاء ( مفوضية الرايخ أوستلاند ). هدفت هذه عملية إلى تطويق المدينة حتى يمكن البحث عن «اللصوص وإرهاب البلشفيين وقوات المساعدين» تحت القيادة العامة Gerret Korsemann [gerret korsemann] ، القائد الأعلى لقوات الأمن والشرطة في روسيا الوسطى  استمرت في العمل في بيلاروسيا وغرب روسيا في مهام معادية للحزب حتى أبريل 1944؛ تم نقله إلى سلوفينيا بحلول أغسطس. 